# ECHAM
ECHAM (Akronym aus ECMWF und Hamburg) ist ein globales atmosphärisches Zirkulationsmodell, das am Hamburger Max-Planck-Institut (MPI) für Meteorologie entwickelt wurde. Grundlage war ein Vorhersagemodell des   Europäischen Zentrums für mittelfristige Wettervorhersage (ECMWF). Neben dem MPI nutzen auch andere Forschungseinrichtungen das Modell. Es war Grundlage für weitere wissenschaftliche Arbeiten.
In der Version ECHAM5  bildet das Modell in der Standardversion die Troposphäre und die untere Stratosphäre bis zur 10 Hektopascal-Druckfläche ab. Darüber hinaus ist mit MAECHAM (Middle Atmosphere ECHAM) eine Version zur Erforschung von Prozessen, die die mittlere Atmosphäre einschließen, verfügbar. Die Modellobergrenze von MAECHAM liegt hierbei bei 0,01 hPa. Mittlerweile liegt die 6. Stufe vor.